# Studentská pečeť
Studentská pečeť – marka czekolady zawierającej arachidy, rodzynki i żelki i produkowanej przez firmę Orion w Ołomuńcu.

## Historia
Czekolada Studentská pečeť została wprowadzona na rynek w 1975 roku. W roku 1994 marka stała się częścią grupy Orion. Obecnie własność koncernu Nestle.

## Rodzaje
- hořká – gorzka
- mléčná – mleczna
- mléčná s višněmi – mleczna z wiśniami
- bílá – biała
- mléčná s hruškami – mleczna z gruszkami

Edycje limitowane:
- hořká s višněmi – gorzka z wiśniami
- mléčná s meruňkami – mleczna z morelami
- mléčná s jablky - mleczna z jabłkami
- hořká s ostružinou – gorzka z jeżynami
- mléčná se švestkami - mleczna ze śliwkami
- hořká s černým rybízem - gorzka z czarną porzeczką
- mléčná s malinami - mleczna z malinami
- švestka a vanilka - mleczna ze śliwką i wanilią
- jablko a skořice - mleczna z jabłkiem i cynamonem
- hruška a perníkové koření - mleczna z gruszką i przyprawą do piernika